# Hans Wirges
Hans Wirges (* 8. März 1889 in Altenkirchen; † August 1956 in Niederlahnstein) war ein deutscher Politiker. Er war in den Jahren 1946/47 zunächst Bürgermeister der Stadt Montabaur und anschließend Landrat des Landkreises St. Goarshausen von 1947 bis 1954.